# Marimatha rufescens
Marimatha rufescens là một loài bướm đêm trong họ Noctuidae.